# Muḥammad Rabīʿ Miftāḥ
Muḥammad Rabīʿ Miftāḥ, traslitterato anche come Mohamed Rabie Meftah (in arabo محمد ربيع مفتاح‎?; Tizi Ouzou, 5 maggio 1985), è un ex calciatore algerino, di ruolo difensore.